# Дерринейн (тауншип, Миннесота)
Дерринейн (англ. Derrynane) — тауншип в округе Ле-Сур, Миннесота, США. На 2000 год его население составило 549 человек.

## География
По данным Бюро переписи населения США площадь тауншипа составляет 93,5 км², из которых 93,5 км² занимает суша, а 0,8 км² — вода (0,86 %).

## Демография
По данным переписи населения 2000 года здесь находились 549 человек, 194 домохозяйства и 154 семьи. Плотность населения —  5,9 чел./км². На территории тауншипа расположено 200 построек со средней плотностью 2,2 построек на один квадратный километр. Расовый состав населения: 99,09 % белых, 0,18 % коренных американцев, 0,36 % азиатов и 0,36 % приходится на две или более других рас.
Из 194 домохозяйств в 36,1 % воспитывались дети до 18 лет, в 67,5 % проживали супружеские пары, в 6,7 % проживали незамужние женщины и в 20,6 % домохозяйств проживали несемейные люди. 19,6 % домохозяйств состояли из одного человека, при том 7,7 % из — одиноких пожилых людей старше 65 лет. Средний размер домохозяйства — 2,83, а семьи — 3,26 человека.
29,3 % населения — младше 18 лет, 6,9 % — в возрасте от 18 до 24 лет, 25,1 % — от 25 до 44, 24,8 % — от 45 до 64, и 13,8 % — старше 65 лет. Средний возраст — 38 лет. На каждые 100 женщин приходилось 106,4 мужчин. На каждые 100 женщин старше 18 приходилось 105,3 мужчин.
Средний годовой доход домохозяйства составлял 53 333 доллара, а средний годовой доход семьи —  61 071 доллар. Средний доход мужчин —  38 500  долларов, в то время как у женщин — 25 893. Доход на душу населения составил 19 485 долларов. За чертой бедности находились 7,2 % семей и 7,8 % всего населения тауншипа, из которых 10,6 % младше 18 и 7,0% старше 65 лет.